# Albertplatz (Dresde)

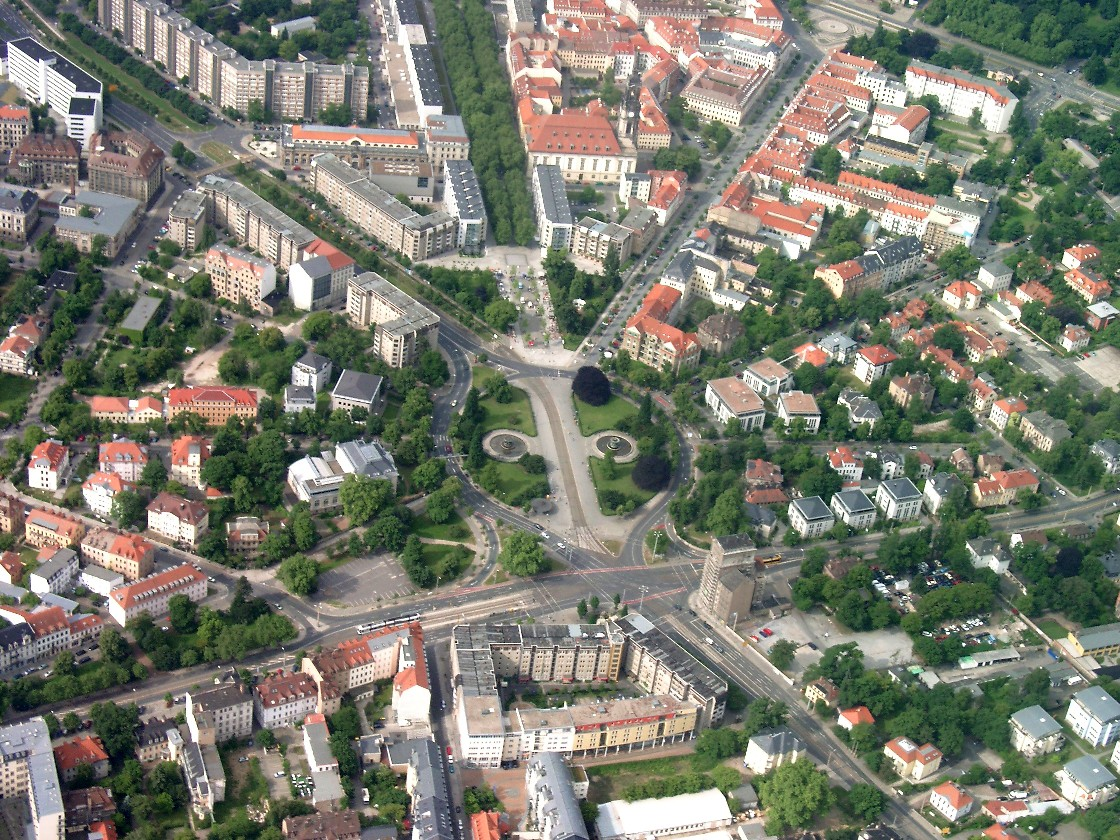
Imagen aérea de Albertplatz.

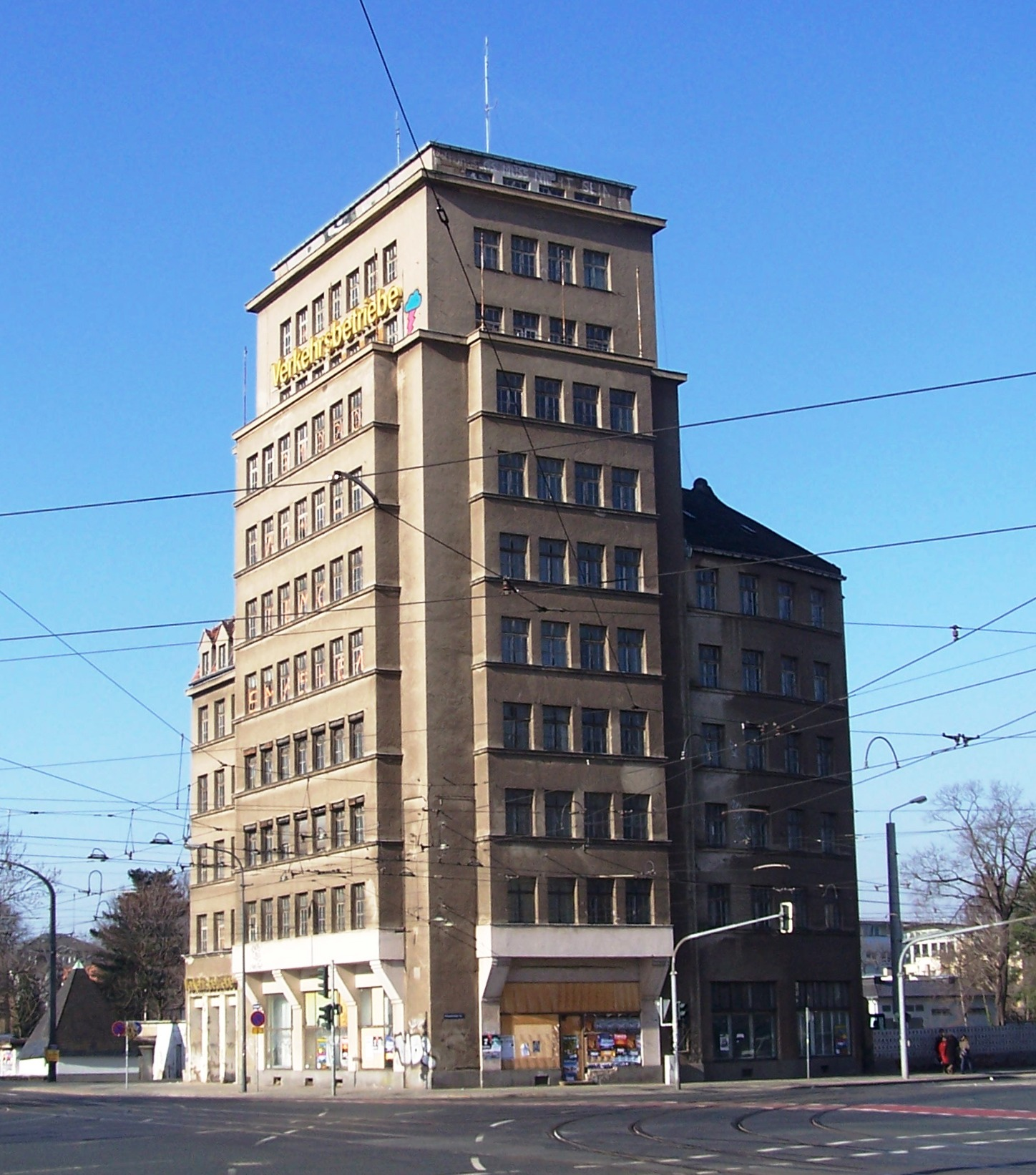
Imagen del DVB-Hochhaus.

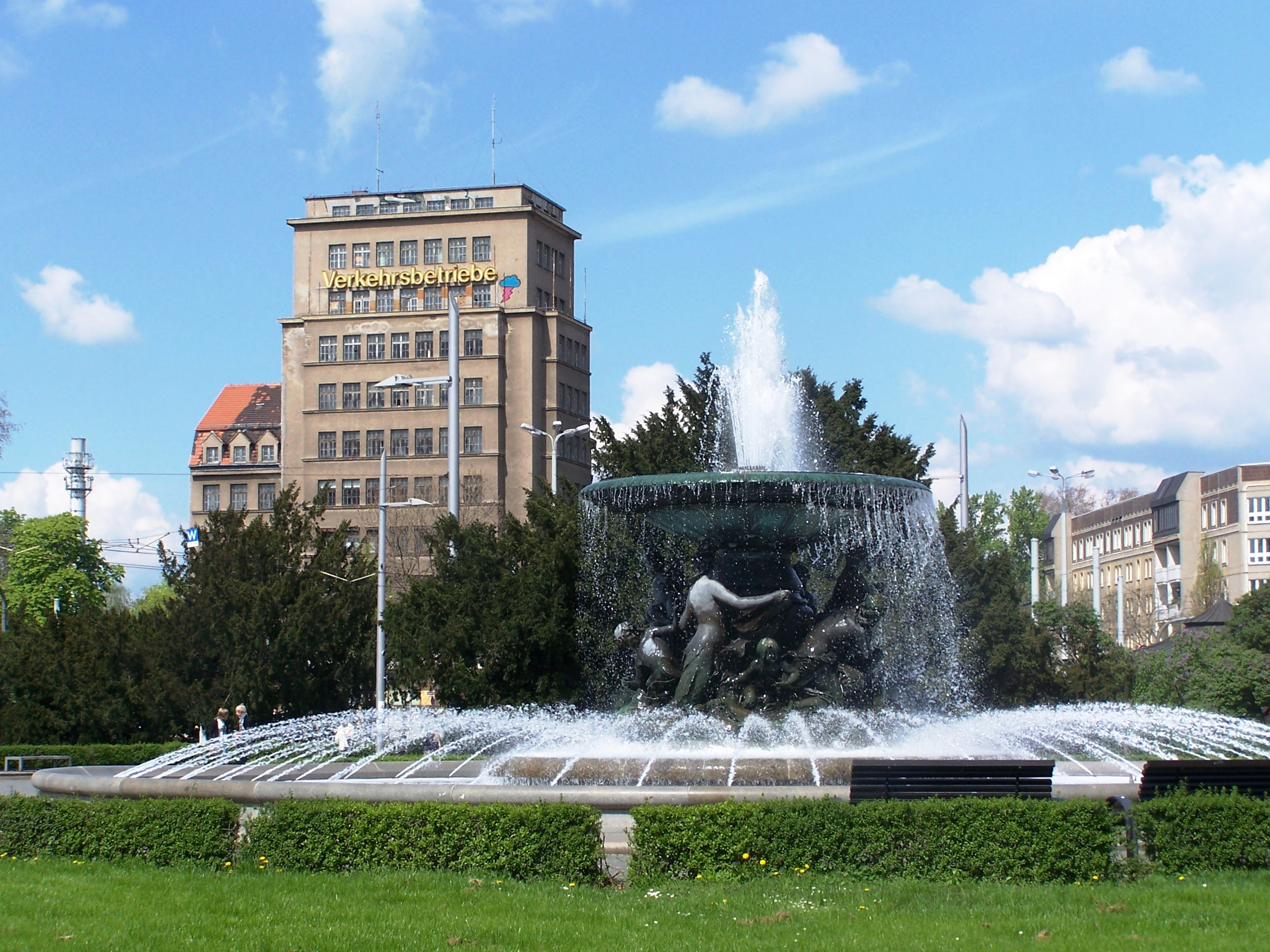
Fuente en Albertplatz.

Albertplatz, en Dresde, es una plaza casi circular, que se halla en el barrio de la Innere Neustadt (Nueva Ciudad Interior). Es un centro neurálgico del tráfico al norte del Elba.

## Ubicación
Albertplatz se encuentra en el límite septentrional del barrio de la Innere Neustadt, justo donde empieza el de Äußere Neustadt (Nueva Ciudad Exterior). Está localizada de forma intencionada aproximadamente en el centro de un arco circular que describe el Elba, de modo que se puedan alargar calles importantes que surgen de Albertplatz a través de puentes sobre el Elba. Hasta un total de nueve calles convergen en forma de estrella en la plaza. Albertplatz está también conectada con las calles Antonstraße y Bautzner Straße, que la cruzan por el norte. 

## Construcciones importantes en Albertplatz
En Albertplatz se sitúan, entre otros edificios, el Museo de Erich Kästner, el DVB-Hochhaus y el edificio del Banco Popular de Dresde. Además, también hay un pozo artesiano y una escultura de Schiller, obra del escultor alemán Selmar Werner.
También hay dos fuentes de 1894: una que representa a las aguas tranquilas (oeste), otra a las aguas bravas (este), restaurada esta última en otoño de 1994, tras quedar destrozada por los bombardeos de la II Guerra Mundial. Desde 1999, hay además otra escultura en bronce dedicada al escritor Erich Kästner, del húngaro Máthyas Varga.

## Tráfico
El tráfico de vehículos transcurre en forma de un gran arco de circunferencia por el extremo norte de la plaza, mientras que los tranvías tienen una parada en el centro de la misma. Esta parada ocupa un lugar significativo como intercambiador de líneas en la red de la DVB. En la plaza confluyen un total de 5 líneas de tranvía.
Apenas unos pocos cientos de metros al oeste de la Albertplatz, se encuentra la estación Bahnhof Dresden-Neustadt en Schlesischer Platz (Plaza de Silesia). Esta estación sirve de acceso a la red de ferrocarriles de larga distancia.

## Curiosidades

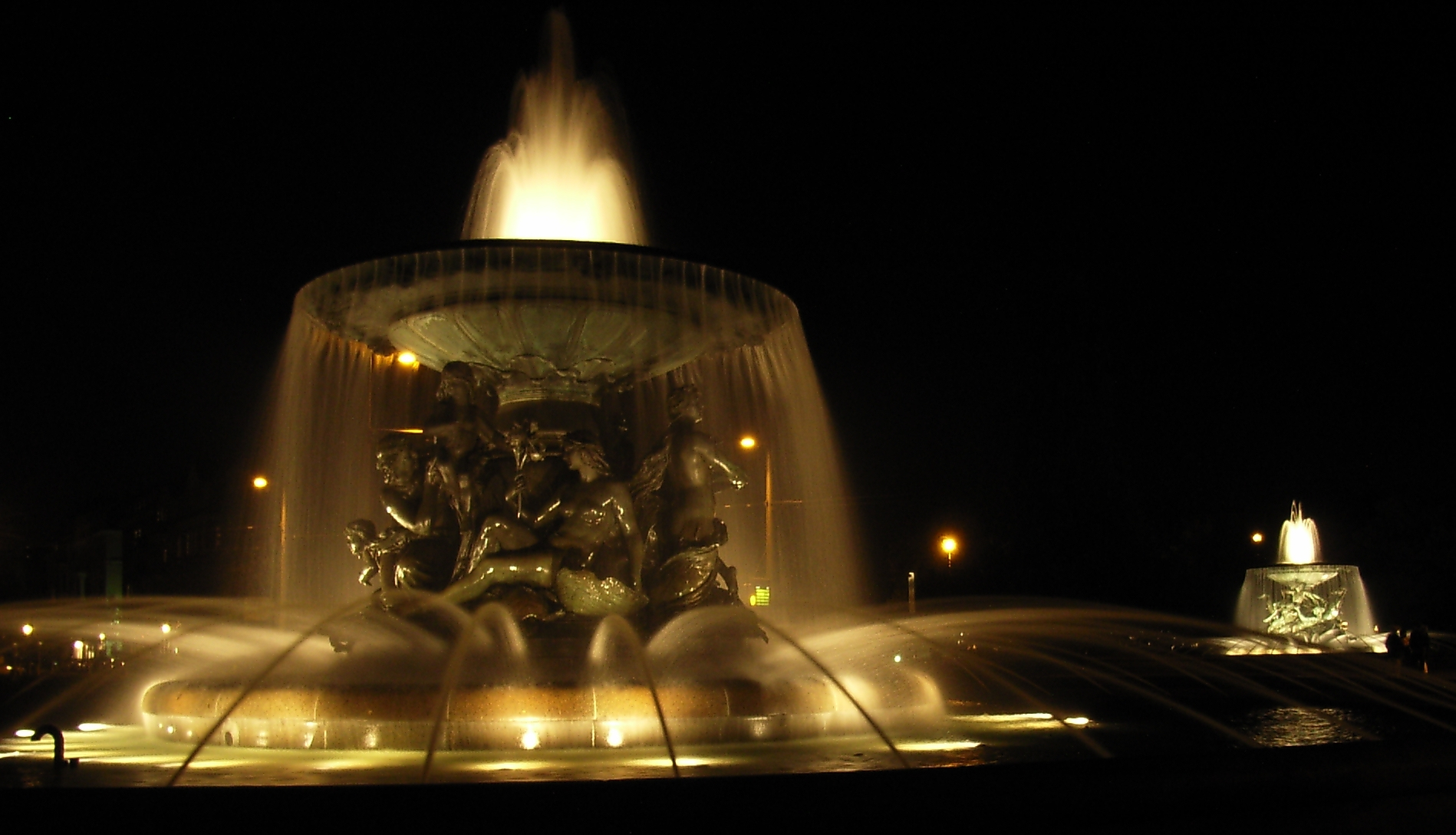
Fuente en Albertplatz.

- En tiempos de la RDA la plaza se llamaba "Plaza de la Unidad".
- Su nombre viene del Rey Alberto I de Sajonia, que reinó entre 1873 y 1902.
- El escritor Erich Kästner nació cerca, en el número 66 de la calle Königsbrücker Straße. Después, su familia vivió en los números 48 y 38. Este escritor describe escenas de su infancia en Dresde en sus libros. En uno de ellos menciona una pastelería cercana a Albertplatz que aún hoy existe.

- Datos: Q875634
- Multimedia: Albertplatz (Innere Neustadt, Dresden) / Q875634